# (23630) 1996 YA3
(23630) 1996 YA3 est un astéroïde de la ceinture principale d'astéroïdes découvert en 1996.

## Description
(23630) 1996 YA3 a été découvert le 30 décembre 1996 à Chichibu, dans la préfecture de Saitama, au Japon, par Naoto Satō.

### Caractéristiques orbitales
L'orbite de cet astéroïde est caractérisée par un demi-grand axe de 2,32 UA, un périhélie de 2,21 UA, une excentricité de 0,05 et une inclinaison de 1,53° par rapport à l'écliptique. Du fait de ces caractéristiques, à savoir un demi-grand axe compris entre 2 et 3,2 UA et un périhélie supérieur à 1,666 UA, il est classé, selon la JPL Small-Body Database, comme objet de la ceinture principale d'astéroïdes.

### Caractéristiques physiques
(23630) 1996 YA3 a une magnitude absolue (H) de 15,9 et un albédo estimé à 0,163.